# Phebellia latipalpis
Phebellia latipalpis är en tvåvingeart som beskrevs av Hiroshi Shima 1981. Phebellia latipalpis ingår i släktet Phebellia och familjen parasitflugor. Inga underarter finns listade i Catalogue of Life.